# Marija Pejčinović Burić
Marija Pejčinović Burić (Mostar, 9. travnja[nedostaje izvor] 1963.), hrvatska je političarka, bivša glavna tajnica Vijeća Europe od 2019. do 2024. godine. Ranije je obnašala dužnost potpredsjednice Vlade Republike Hrvatske i ministrice vanjskih i europskih poslova u Vladi Andreja Plenkovića. Članica je HDZ-a.

## Životopis
Marija Pejčinović Burić rođena je u Mostaru 1963., a 1985. diplomirala je na Ekonomskom fakultetu u Zagrebu. 
1988. počinje raditi u Končar – Inženjeringu, a u razdoblju od 1991. do 1997. direktorica je Europskog doma u Zagrebu, te zamjenica direktora Europskog pokreta Hrvatske. 1994. završila je magistarski studij europskih studija na Koledžu Europe u Poljskoj. 1997. zaposlila se u Plivi.
2000. dolazi u Ministarstvo vanjskih poslova gdje, do 2004., obnaša dužnost članice pregovaračke skupine za Sporazum o stabilizaciji i pridruživanje Hrvatske EU-i. Takon toga postaje državna tajnica u Ministarstvu gdje ostaje do 2008. Ubrzo postaje i pregovaračica za četiri poglavlja.
Učlanjuje se u HDZ 2007., a 2008. postaje zastupnica u Saboru te postaje izaslanica Zajedničkog parlamentarnog odbora RH-EU, voditeljica je Sabora u Parlamentarnoj skupštini NATO-a kao i članica raznih odbora na području vanjske politike. 2011. Jadranka Kosor ju je predložena za hrvatsku veleposlanicu u Parizu, no dolaskom SDP-a na vlast tu je funkciju dobio povjesničar Ivo Goldstein. 2013. postaje savjetnica za europske poslove srbijanskog premijera Ivice Dačića, a dolaskom Andreja Plenkovića za hrvatskog premijera, najprije postaje državna tajnica, a odlaskom Davora Ive Stiera postaje ministrica. U lipnju 2019. izabrana je glavnu tajnicu Vijeća Europe, a funkciju je preuzela 18. rujna iste godine.

## Vanjske poveznice
- www.mvep.hr  Arhivirana inačica izvorne stranice od 4. ožujka 2018. (Wayback Machine)